# Funkenhagen (Boitzenburger Land)
Funkenhagen ist ein Ortsteil der Gemeinde Boitzenburger Land, welche zum Landkreis Uckermark im Land Brandenburg gehört. Bis zum Jahr 2001 gehörte das Dorf als eigenständige Gemeinde zum damaligen Amt Boitzenburg.

## Ortsbild

### Lage
Das Dorf Funkenhagen liegt unweit der Grenze zu Mecklenburg-Vorpommern. Im Norden liegt der Wohnplatz Boisterfelde, im Osten liegen die Wohnplätze Fischerhaus und Mellenau. Im Nordosten befindet sich das Dorf Buchenhain. Im Süden sind die Wohnplätze Steinrode und Rosenow sowie das Dorf Hardenbeck gelegen. Im Westen liegt Thomsdorf mit den Wohnplätzen Charlottenthal und Bungalowsiedlung am Carwitzer See. Hinter der Grenze zu Mecklenburg liegen die Dörfer Carwitz und Conow. Die nächstgelegenen Städte sind Prenzlau, Templin und Lychen.
Funkenhagen liegt direkt am Mellensee. Weiter östlich liegt der Krewitzsee. Auch die hinter der mecklenburgischen Grenze gelegenen Seen Carwitzer See und Bibelsee sind nicht weit entfernt.

### Historische Ortsteile
Zur ehemaligen Gemeinde Funkenhagen gehörten noch folgende Ortsteile und Wohnplätze, welche heute ebenfalls Teil der Gemeinde Boitzenburger Land sind: 
| - Aalkasten - Boisterfelde - Bungalowsiedlung am Carwitzer See - Charlottenthal | - Fischerhaus - Götzkendorf - Steinrode - Thomsdorf |

Funkenhagen gehörte als Feldmark bis 1629 zunächst dem unbekannten und später ausgestorbenen Adelsgeschlecht von Dören. Erst danach entwickelte sich in Funkenhagen zunächst ein gutsherrliches Vorwerk und dann ein klassisches Rittergut, welches direkt zur Herrschaft Boitzenburg der Grafen von Arnim gehörte. Das Gut hatte eine Größe von 402 ha und war durchweg verpachtet, u. a. Ende des 19. Jahrhunderts an Ober-Amtmann Werner. Ihm folgte um 1890 ein Herr Nobeling als Pächter. Ende der 1920er Jahre war Cuno Zeysing der Pächter und Wilhelm Ebel der Verwalter. Die Größe dieses Besitzes blieb konstant, vor der Bodenreform 401 ha. Letzter Pächter des Gutes Funkenhagen wurde Bruno Lietzau.

## Bevölkerungsentwicklung
| Jahr      | 1875 | 1890 | 1910 | 1925 | 1933 | 1946 | 1993 | 1994 | 1995 | 1996 | 1997 | 1998 | 1999 | 2000 | 2006 |
| --------- | ---- | ---- | ---- | ---- | ---- | ---- | ---- | ---- | ---- | ---- | ---- | ---- | ---- | ---- | ---- |
| Einwohner | 147  | 159  | 189  | 198  | 168  | 298  | 316  | 320  | 313  | 315  | 299  | 297  | 304  | 300  | 83   |

(Sprunghafte Veränderungen sind auf zeitliche Distanzen, historische Ereignisse oder Eingemeindungen zurückzuführen.)